# John Michael Hayes

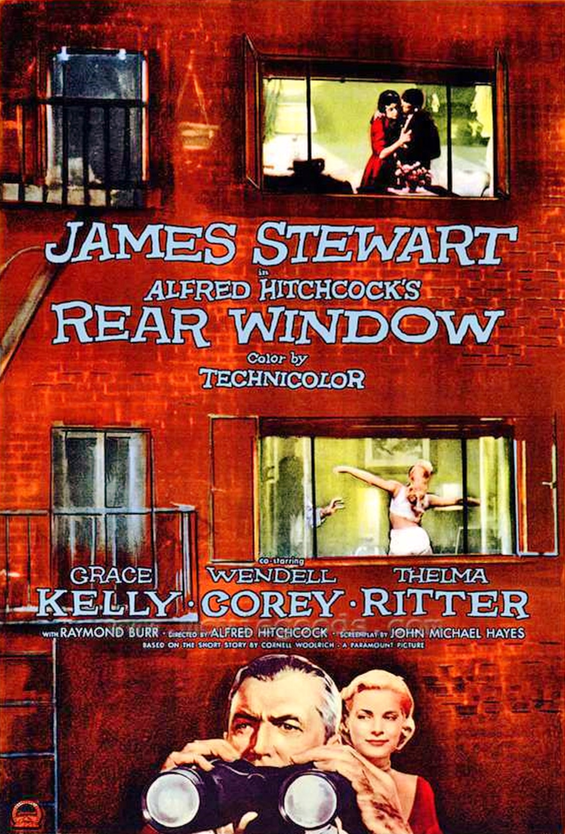
John Michael Hayes

John Michael Hayes, född 11 maj 1919 i Worcester, Massachusetts, död 19 november 2008 i Hanover,  New Hampshire, var en amerikansk författare av filmmanus.
Hayes skrev manus till flera av Alfred Hitchcocks filmer, bl.a. Fönstret åt gården och Ta fast tjuven. Han nominerades för två Oscars, 1955 för Fönstret åt gården och 1958 för Lek i mörker (Peyton Place).

## Filmmanus (filmer som haft svensk premiär)
- 1952 - Operation "Ilexpress"
- 1954 - Fönstret åt gården
- 1955 - Ta fast tjuven
- 1955 - Ugglor i mossen
- 1956 - Mannen som visste för mycket
- 1957 - Lek i mörker
- 1960 - Inte för pengar ...
- 1964 - De hänsynslösa
- 1964 - Det dolda brottet
- 1964 - Mord på älskare
- 1966 - Nevada Smith
- 1994 - Iron Will